# کلید لمسی
کلید لمسی (انگلیسی: Touch switch) نوعی کلید است که با لمس کردن آن جریان قطع یا وصل می‌شود. سه نوع از تکنولوژی های رایج در این کلیدها شامل خازنی ، مقاومتی و پیزوالکتریک است.لازم بذکر است از جمله تکنولوژی های ابتدایی در تولید اینگونه کلیدها مادون قرمز بود که کاملا از میان رفته است.